# Modalizm (herezja)
Modalizm (z łac. modus „miara”) – heterodoksalna doktryna monarchianistyczna, która rozwinęła się pod koniec II wieku. Oparta była na koncepcji patrypasjanistycznej. Wyróżnia się dwie fazy ewolucji modalizmu: wcześniejszy etap nazywany był przez współczesnych właściwym monarchianizmem, późny modalizm jest określany mianem sabelianizmu.

## Wczesny modalizm
Modalizm we wczesnej fazie rozwoju był określany przez współczesnych jako właściwy monarchianizm. Doktryna ta zakładała jedność Bożej substancji i osoby ontycznej. Modalizm pojawił się w okresie szerzenia się doktryny o Logosie, która stanowiła zagrożenie dla nurtu monarchicznego i mogła doprowadzić do negacji jedności Boga oraz powstania herezji o istnieniu dwóch Bogów: Ojca i Syna. Jako pierwszy poglądy modalne zaczął głosić teolog Noetus ze Smyrny. Oparł je na koncepcji patrypasjanizmu, głosząc, że Ojciec współcierpiał z Synem. W ten sposób tłumaczył niepodzielność Boga. 
Noetus został potępiony. Jego naukę kontynuowali Epigonus i Kleomenes. Według nich jeden i niepodzielny Bóg posiada postać uniwersalnej monady. Łączy w sobie sprzeczne cechy (np. widzialność i niewidzialność, śmiertelność i nieśmiertelność). W dalszej fazie ewolucji modalizmu, znanej przede wszystkim z napisanego około 213 roku dzieła Adversus Praxean autorstwa Tertuliana, pojawił się pogląd, że Słowo nie jest samodzielne. To Ojciec wcielił się w Syna i narodził się z Dziewicy. Poniósł śmierć na krzyżu, po czym zmartwychwstał. Dzięki temu możliwe było połączenie w jednym Bogu sprzecznych cech: boskich i ludzkich. W następnym etapie rozwoju doktryny prawdopodobnie nastąpiło przyjęcie przez modalistów prawdy o dwoistej naturze Syna, który będąc człowiekiem, został natchniony przez Ducha Świętego, przez co posiadł pierwiastek Boży. Na tym etapie modaliści zbliżyli się w swych poglądach do adopcjanizmu.

## Późny modalizm
Ostatnia faza modalizmu, tj. późny modalizm, nazywana jest sabelianizmem. Był to pogląd szerzony przez Sabeliusza, przybyłego do Rzymu z Libii około 215 roku. Sabelianie negowali istnienie hipostaz Trójcy Świętej. Według nich jedynym Bogiem jest Ojciec, a Syn i Duch Święty są sposobami jego samowyrażania się. 

## Współczesność
Poglądy zbliżone do modalizmu, lecz akcentujące bardziej rolę Jezusa jako Syna Bożego, a zarazem jednoosobowego Boga, reprezentuje obecnie Pentekostalizm Jedności Bóstwa, znany też jako "Jesus Only Group" .